# Qui tacet consentire videtur
Qui tacet consentire videtur (лат. изговор: кви тацет конзенцире видетур). Онај који ћути изгледа да даје своје признање.

## Поријекло изреке
Није познато ко је изрекао ову мисао уврежену и у обичном и у правничком животу.

## Значење
Ћутање је одобравање- признање, и никако не може да значи неслагање и порицање.

## Занимљивост - Одбрана Томаса Мора на суђењу
Томас Мор (енгл. Thomas More енглески хуманиста, филозоф, књижевник и државник, 1534. године је као предсједник Горњег дома енглеског Парламента одбио да призна (потврди ријечима) законитост развода Хенрија VIII Тјудора, од Катарине Арагонске. Заточен је и суђено му је.
У једном дијелу се његова одбрана значајно базира на инстистирању и позивању на латинску изреку, правно признату : „Qui tacet consentire videtur“ (ћутање је признање и подршка), која управо каже да и његово ћутање о питању развода, које је било евидентно, управо говори да се он неизјашњавањем није успротивио законитости развода краљевског пара.
Његова одбрана ипак није била снаге судијске намјере. Осуђен је на смрт, и ускоро погубљен. Као католик, канонизован је – постао је Светац 1935. г.